# چاه حمزه
چاه حمزه روستایی در دهستان بندان بخش مرکزی شهرستان نهبندان استان خراسان جنوبی ایران است. بر پایه سرشماری عمومی نفوس و مسکن در سال ۱۳۹۰ جمعیت این روستا ۶۴ نفر (در ۱۳ خانوار) بوده‌است.